# Jana Kramer
Jana Rae Kramer (Detroit, 2 december 1983) is een Amerikaans actrice en countryzangeres.
Kramer brak in 2002 door met een bijrol in de horrorfilm Dead/Undead. De film had een budget van slechts $1.000. Na in nog enkele B-films te zien zijn geweest, brak ze in 2005 door met haar eerste rol in een grote film. Dit was een bijrol in de horrorfilm Return of the Living Dead: Necropolis.
De independent film Approaching Midnight werd haar eerste film waar ze een hoofdrol in had. Kramer was in 2008 te zien in Prom Night. Kramer speelde van 2009 tot en met 2012 in de televisieserie One Tree Hill. In deze serie verschenen ook enkele muzieknummers van Kramer, waarna haar debuutalbum Jana Kramer in 2012 de top 20 haalde van de Billboard 200. In 2015 behaalde haar tweede album Thirty One de top 10.
Kramer trouwde in 2004 met Michael Gambino, maar liet dat huwelijk datzelfde jaar nog ontbinden. Ze hertrouwde in 2010 met Johnathon Schaech, van wie ze elf maanden later scheidde.
Met Mike Caussin kreeg ze een zoon en dochter.
In november 2022 ontmoette ze Allan Russell, met wie zij in november 2023 een zoon kreeg. In 2024 trouwde het stel.

## Filmografie
- 2002: Dead/Undead - Alice St. James
- 2003: The Passage - Barvrouw
- 2003: Blood Games - Mistress Tiamat
- 2004: Blue Demon - Tanya
- 2005: Return of the Living Dead: Necropolis - Katie Williams
- 2006: Boxboarders! - Victoria
- 2006: Click - Julie
- 2007: Bar Starz - Ryann
- 2007: Approaching Midnight - Aspen
- 2007: The Poker Club - Trudy
- 2008: Spring Breakdown - Onbekend
- 2008: Prom Night - April
- 2009: 90210 - Portia
- 2009: Laid to Rest - Jamie
- 2009: Entourage - Brooke
- 2009- 2012:One Tree Hill - Alexis 'Alex' Dupre
- 2019: Christmas in Louisiana - Sarah Winter-Ross
- 2020: A Welcome Home Christmas - Cloe Marquee

- International Standard Name Identifier: 0000 0000 1413 5724
- Library of Congress Control Number: no2012076073
- MusicBrainz: 7ccdfc16-1b38-4368-b286-13e0c8b0bd0e
- Réseau des bibliothèques de Suisse occidentale: 02-A024541623
- Virtual International Authority File: 3967159613655341030006